# Danny Webb (actor)
Danny Webb (Gran Mánchester, Inglaterra; 16 de marzo de 1992) es un actor inglés más conocido por interpretar a Aaron Livesy en la serie Emmerdale Farm.

## Biografía
Danny tiene dos hermanas: Lucy Webb y la actriz Charley Webb. También tiene tres medios hermanos: Kelly, Cassie y el actor Jamie Lomas, quien interpreta a Warren Fox en la serie Hollyoaks.

## Carrera
El 24 de diciembre de 2003 se unió al elenco de la exitosa serie británica Emmerdale Farm donde interpretó de forma recurrente a Aaron Livesy cuando este era un niño, hasta el 2006. 
Del 2008 Aaron fue interpretado por el actor Danny Miller hasta el 2012.
En el 2007 apareció como invitado en series como Ronni Ancona & Co. y The Bill donde dio vida a Paul Herriot.

## Filmografía
Series de Televisión.:
| Año         | Título             | Personaje         | Notas                     |
| ----------- | ------------------ | ----------------- | ------------------------- |
| 2007        | The Bill           | Paul Herriot      | episodio "Tourtured Soul" |
| 2007        | Ronni Ancona & Co. | Varios Personajes | 3 episodios               |
| 2003 - 2006 | Emmerdale Farm     | Aaron Livesy      | 9 episodios               |